# Brion, Vienne
Brion är en kommun i departementet Vienne i regionen Nouvelle-Aquitaine i västra Frankrike. Kommunen ligger i kantonen Gençay som tillhör arrondissementet Montmorillon. År 2022 hade Brion 221 invånare.

## Befolkningsutveckling
Antalet invånare i kommunen Brion
| Referens: INSEE |